# Shō Naruoka
Shō Naruoka (jap. 成岡 翔, Naruoka Shō; * 31. Mai 1984 in Shimada) ist ein japanischer Fußballspieler.

## Karriere

### Verein
Er begann seine Karriere bei Júbilo Iwata, wo er von 2003 bis 2010 spielte. 2011 folgte dann der Wechsel zu Avispa Fukuoka. 2013 folgte dann der Wechsel zu Albirex Niigata. Danach spielte er bei SC Sagamihara und Fujieda MYFC.

### Nationalmannschaft
Mit der japanischen Nationalmannschaft qualifizierte er sich für die Junioren-Fußballweltmeisterschaft 2003.

## Erfolge
Júbilo Iwata
- J.League Cup: 2010
- Kaiserpokal: 2003